# Почётные граждане Курска
Почётный гражданин города Курска — почётное звание присуждаемое людям внёсшим значительный вклад в развитие города Курска.
Претенденты на это звание утверждаются Курским Городским Собранием согласно Решению Курского городского Собрания от 23 марта 1999 года № 84-1-РС «О присвоении звания "Почётный гражданин города Курска"».

## Список Почётных граждан города Курска
См. также: Категория:Почётные граждане Курска
- Боровых Андрей Егорович (1921—1989) — генерал-полковник авиации, дважды Герой Советского Союза. Согласно Указу Президиума Верховного Совета СССР (февраль 1945 г.). А. Е. Боровых установлен на родине, в г. Курске, бюст (скульптор В. К. Ефимов-Трофимов). Звание «Почётный гражданин города Курска» присвоено в 1988 году за мужество и героизм, проявленные в борьбе с немецко-фашистскими захватчиками в период Великой Отечественной войны.
- Булатов Михаил Алексеевич (1924) — заместитель председателя Курского областного совета ветеранов войны, труда, Вооружённых Сил и правоохранительных органов, Герой Советского Союза. Звание «Почётный гражданин города Курска» присвоено в 2005 году за заслуги в военно-патриотическом воспитании молодого поколения, активную пропаганду боевых и трудовых традиций и в ознаменование 60-летия Победы в Великой Отечественной войне.
- Буренко Андрей Петрович (1920—1997) — актёр Курского областного драматического театра им. А. С. Пушкина, народный артист РСФСР. Звание «Почётный гражданин города Курска» присвоено в 1995 году за большой творческий вклад в развитие театрального искусства, активное участие в общественной жизни города.
- Винокур Владимир Натанович (1948) — артист эстрады, Народный артист Российской Федерации. Звание «Почётный гражданин города Курска» присвоено в 1998 году за большой вклад в развитие отечественного эстрадного искусства.
- Даньшин Анатолий Алексеевич (1948) – специалист Курского областного суда, государственный советник юстиции II класса, председатель Общественного совета при главе Администрации города Курска.  Звание «Почетный гражданин города Курска» присвоено в 2012 году за большой вклад в укрепление законности, активную общественную деятельность.
- Дегтярёв Александр Владимирович (1950) — председатель Совета директоров общества с ограниченной ответственностью «Производственно-коммерческое предприятие „Антонина“». Звание «Почётный гражданин города Курска» присвоено в 2008 году за заслуги в социально-экономическом развитии города Курска, активную общественную и благотворительную деятельность.
- Дериглазов Анатолий Фёдорович (1946—2012). Генеральный директор ОАО «Курский завод КПД». Звание «Почётный гражданин города Курска» присвоено в 2009 году за заслуги в области строительства, большой вклад в социально-экономическое развитие Курска, активную общественную и благотворительную деятельность.
- Ермолатий Никодим Карпович (1929—2014) — протоиерей, настоятель Никитского храма, руководитель отдела религиозного образования и катехизации Курской епархии. Звание «Почётный гражданин города Курска» присвоено в 2006 году за большой вклад в развитие города Курска, заслуги в области просвещения, духовно-нравственного и трудового воспитания.
- Жуков Георгий Константинович (1896—1974) — маршал Советского Союза, четырежды Герой Советского Союза. Звание «Почётный гражданин города Курска» присвоено в 1996 году за большой личный вклад в дело защиты Отечества и организацию разгрома немецко-фашистских войск на Курской дуге (посмертно).
- Захаров Николай Васильевич (1909—1996) — машинист локомотивного депо «Курск». Звание «Почётный гражданин города Курска» присвоено в 1967 году за заслуги в развитии железнодорожного транспорта.
- Иувеналий (Тарасов Спиридон Алексеевич) (1929—2013) — митрополит Курский и Рыльский. Звание «Почётный гражданин города Курска» присвоено в 1999 году за большой вклад в социальное развитие города Курска, работу по возрождению культуры и нравственному воспитанию подрастающего поколения.
- Кирпиченко Вадим Алексеевич (1922—2005) — главный консультант Службы внешней разведки РФ, генерал-лейтенант в отставке. Звание «Почётный гражданин города Курска» присвоено в 2000 году за большие заслуги перед государством в деле укрепления безопасности, экономического и оборонного потенциала страны, активную воспитательную работу среди молодёжи.
- Киселёв Яков Митрофанович (1925) — председатель Курского областного комитета ветеранов войны и военной службы, Герой Советского Союза Звание «Почётный гражданин города Курска» присвоено в 2005 году за заслуги в военно-патриотическом воспитании молодого поколения, активную пропаганду боевых и трудовых традиций и в ознаменование 60-летия Победы в Великой Отечественной войне.
- Крузина Тамара Николаевна (1946) — оператор производственного объединения «Химволокно». Лауреат Государственной премии СССР, почётный химик СССР. Звание «Почётный гражданин города Курска» присвоено в 1982 году за большой вклад в развитие народного хозяйства города Курска.
- Легостаев Евгений Дмитриевич (1948) — главный режиссёр и художественный руководитель хоровой капеллы «Курск» муниципального учреждения «Городской культурно-спортивный центр „Олимп“». Звание «Почётный гражданин города Курска» присвоено в 2004 году за заслуги в сохранении и развитии духовных и культурных традиций города Курска, выдающийся вклад в развитие хорового искусства, создание системы музыкального образования, становление и укрепление международных творческих и партнёрских связей города Курска.
- Ловчиков Алексей Михайлович (1945) - заслуженный работник культуры Российской Федерации, основатель бальной хореографии в городе Курске. Звание «Почетный гражданин города Курска» присвоено в 2020 году за значительный вклад в развитие культуры города Курска, создание и популяризацию бальной хореографии, получившей широкое признание общественности и профессионального сообщества.
- Лячин Геннадий Петрович (посмертно) (1955—2000) — командир атомного подводного ракетного крейсера «Курск», капитан I ранга, Герой России. Звание «Почётный гражданин города Курска» присвоено в 2001 году за мужество и героизм, проявленный при выполнении служебного долга (посмертно).
- Миненков Николай Митрофанович (1955) — начальник управления внутренних дел по городу Курску. Звание «Почётный гражданин города Курска» присвоено в 2009 году за высокие показатели в служебной деятельности и борьбе с правонарушениями, заслуги в охране общественного порядка и обеспечении общественной безопасности в городе Курске.
- Носов Евгений Иванович (1925—2002) — писатель, Герой Социалистического Труда. Лауреат Государственной премии РСФСР им. М. Горького, премии М. Шолохова и премии А. Солженицына. Звание «Почётный гражданин города Курска» присвоено в 1982 году за большие заслуги в развитии литературы.
- Овсянников, Михаил Васильевич (1922) — председатель Курского областного Совета ветеранов войны, труда, Вооружённых Сил и правоохранительных органов, генерал-майор в отставке. Звание «Почётный гражданин города Курска» присвоено в 1995 году за большую военно-патриотическую работу среди ветеранов и молодёжи, активное участие в общественной жизни города.
- Овчаренко, Михаил Денисович (1917—1994) — директор Курского завода тракторных запасных частей, кавалер двух орденов Ленина. Звание «Почётный гражданин города Курска» присвоено в 1982 году за большие успехи в развитии народного хозяйства, активное участие в общественной жизни города.
- Павлов Николай Андреевич (1925—1983) — слесарь-монтажник треста «Юговостоктехмонтаж», Герой Социалистического Труда. Звание «Почётный гражданин города Курска» присвоено в 1982 году за большой вклад в развитие народного хозяйства города Курска.
- Пресняков Николай Григорьевич (посмертно)(1926—2000). Председатель Курского городского Совета ветеранов войны, труда, Вооружённых Сил и правоохранительных органов, полковник в отставке. Звание «Почётный гражданин города Курска» присвоено в 2000 году за большой вклад в организацию работы Поста № 1 на мемориале Памяти павших в годы Великой Отечественной войны 1941—1945 годов, за заслуги в развитии ветеранского движения в городе, большую плодотворную работу по патриотическому воспитанию молодёжи (посмертно).
- Рокоссовский Константин Константинович (1897—1968) — маршал Советского Союза, дважды Герой Советского Союза. Звание «Почётный гражданин города Курска» присвоено в 1967 году за выдающиеся заслуги при освобождении города Курска и области от немецко-фашистских захватчиков в годы Великой Отечественной войны.
- Руцкой Александр Владимирович (1947) — генерал-майор авиации, Герой Советского Союза. Звание «Почётный гражданин города Курска» присвоено в 1989 году за мужество, проявленное при выполнении интернационального долга в Республике Афганистан.
- Савельев Александр Васильевич (1898—1985) — профессор, заведующий кафедрой Курского государственного медуниверситета. Кандидат медицинских наук, профессор, заведующий кафедрой Курского государственного медицинского университета. Звание «Почётный гражданин города Курска» присвоено в 1967 году за развитие здравоохранения в городе Курске.
- Савенко Георгий Васильевич (1912—1994) — каландровожатый Курского завода резинотехнических изделий. Звание «Почётный гражданин города Курска» присвоено в 1967 году за большой вклад по развитию народного хозяйства города Курска.
- Сапронов Александр Сергеевич (1940) — генеральный директор Курского открытого акционерного общества «Прибор», заслуженный машиностроитель Российской Федерации. Звание «Почётный гражданин города Курска» присвоено в 2008 году за заслуги в социально-экономическом развитии города Курска, активную общественную и благотворительную деятельность.
- Сасина Валентина Ивановна (1925—2002) — участница восстановления Курска, заслуженный строитель РСФСР. Звание «Почётный гражданин города Курска» присвоено в 1967 году за заслуги по восстановлению и строительству города Курска.
- Свиридов Георгий Васильевич (1915—1998) — композитор, народный артист СССР, Герой Социалистического Труда, лауреат Ленинской и трёх Государственных премий СССР. Звание «Почётный гражданин города Курска» присвоено в 1982 году за большой вклад в развитие музыкальной культуры.
- Сериков Валентин Васильевич (1881—1972) — персональный пенсионер, почётный железнодорожник. Звание «Почётный гражданин города Курска» присвоено в 1967 году за развитие революционного движения и становление Советской власти в городе Курске.
- Солодухин Николай Иванович (1955) — основатель и директор курской школы дзюдоистов, олимпийский чемпион, заслуженный мастер спорта СССР. Звание «Почётный гражданин города Курска» присвоено в 2004 году за выдающиеся спортивные достижения, большой вклад в развитие спорта и курской школы дзюдо, в воспитание молодёжи.
- Стрелкова Полина Макаровна (1935) — прядильщица Курской шпагатно-верёвочной фабрики. Звание «Почётный гражданин города Курска» присвоено в 1982 году за большой личный вклад в развитие народного хозяйства города Курска.
- Титов Герман Степанович (1935—2000) — лётчик-космонавт СССР, Герой Советского Союза. Звание «Почётный гражданин города Курска» присвоено в 1971 году за большой вклад по освоению космического пространства.
- Федосюткин Андрей Дмитриевич (1913—1992) — комиссар 1-й Курской партизанской бригады в годы Великой Отечественной войны, председатель Курской секции советского комитета ветеранов войны. Звание «Почётный гражданин города Курска» присвоено в 1982 году за большую работу по военно-патриотическому воспитанию детей и юношества.
- Харитановский Александр Александрович (1923) — писатель, член Союза писателей России. Звание «Почётный гражданин города Курска» присвоено в 2010 году за заслуги в литературной деятельности, большой вклад в военно-патриотическое воспитание молодёжи, активную общественную деятельность.
- Хмелевской Андрей Александрович (1977—2000) — солдат срочной службы, Герой России. Звание «Почётный гражданин города Курска» присвоено в 2002 году за мужество и героизм, проявленный при выполнении воинского долга на территории Чеченской Республики (посмертно).
- Чаплыгин Валерий Андреевич (1952) — олимпийский чемпион по велосипедному спорту, заслуженный мастер спорта СССР, заслуженный тренер. Звание «Почётный гражданин города Курска» присвоено в 2007 году за большой вклад в развитие физической культуры и спорта в г. Курске.
- Шевырев Николай Стефанович (1928) — директор государственного предприятия «Курская биофабрика — фирма „БИОК“», заслуженный работник сельского хозяйства Российской Федерации, кандидат ветеринарных наук. Звание «Почётный гражданин города Курска» присвоено в 1998 году за большой личный вклад в социально-культурное развитие города.
- Шеховцов Серафим Григорьевич (1928—2021) — рабочий (токарь) Курского производственного объединения «Электроагрегат», Герой Социалистического Труда, член президиума Совета ветеранов войны, труда, Вооружённых сил и правоохранительных органов Железнодорожного округа. Звание «Почётный гражданин города Курска» присвоено в 2006 году за большой вклад в развитие города Курска, заслуги в области просвещения, духовно-нравственного и трудового воспитания.